# Данијел Прањић
Данијел Прањић (2. децембар 1981. у Нашицама) је бивши хрватски фудбалер. Током играчке каријере је између осталог наступао за Панатинаикос, Спортинг из Лисабона, минхенски Бајерн и загребачки Динамо. За репрезентацију Хрватске наступао је од 2004. до 2015. године.